# Jason Silva

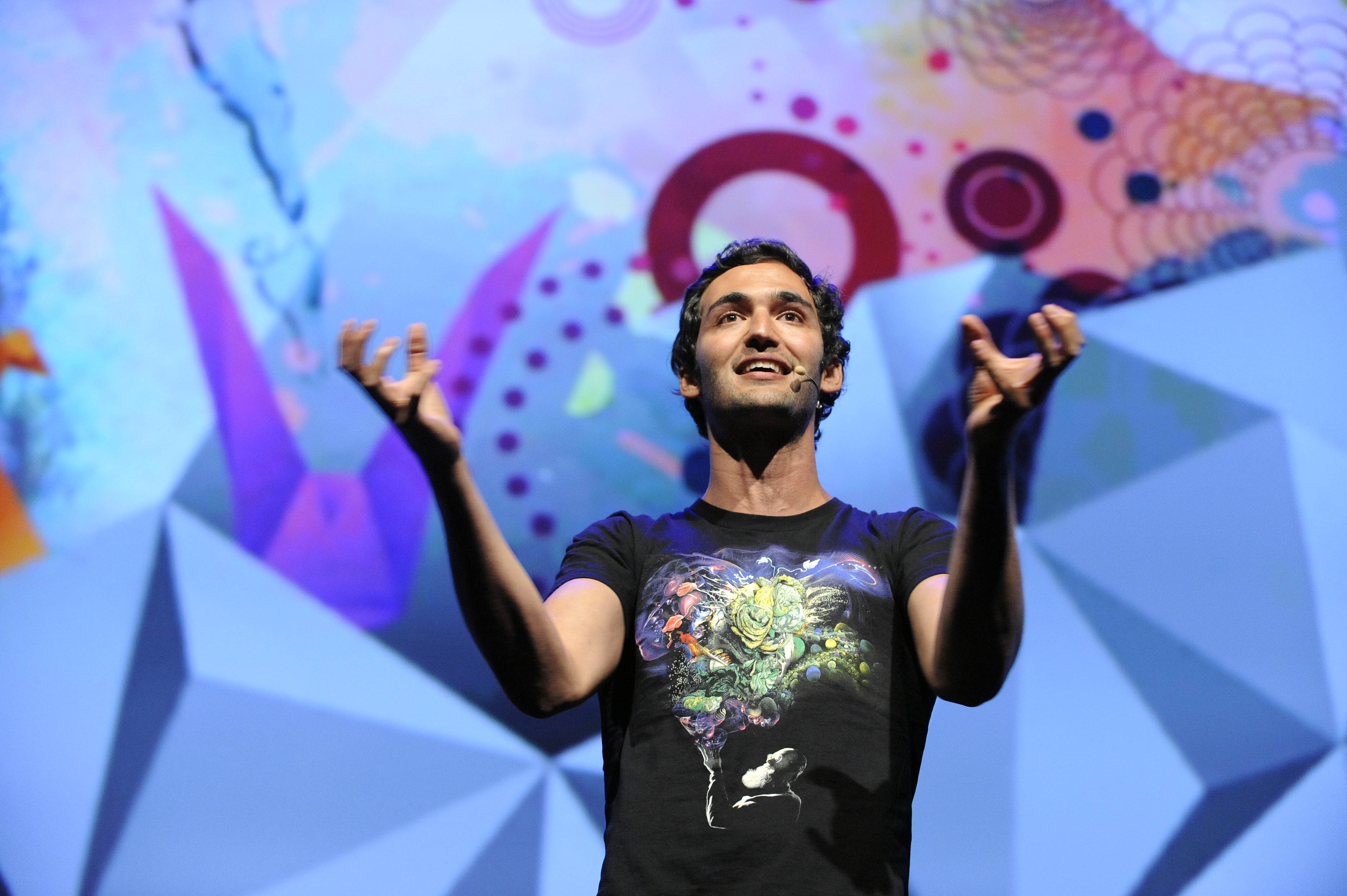
Fotografia z 2012

Jason Silva (ur. 6 lutego 1982 w Caracas (Wenezuela)) – wenezuelsko-amerykański prezenter telewizyjny, producent filmowy, dziennikarz gonzo i host/producent Current TV, młodzieżowej sieci kablowej, laureata nagrody Emmy, założonej przez byłego wiceprezydenta Stanów Zjednoczonych Ala Gore’a, obecnie najszybciej rozwijającej się sieci telewizyjnej w historii. Mieszka w Los Angeles w Kalifornii.

## Życiorys
Silva ukończył studia na wydziale filmowym oraz filozoficznym University of Miami w Coral Gables na Florydzie. Wraz z Maxem Lugavere był producentem i aktorem w filmie dokumentalnym „Textures of Selfhood” – eksperymentalnym filmie o hedonizmie i duchowości. Zyskali sobie tym przydomki „The Party-Philosophers” oraz „Intellectual Hedonists” nadane w artykule w Angeleno Magazine. Tytuł filmu został zapożyczony ze strony internetowej Hedonistic Imperative, promującej koniec cierpienia przez filozofa Davida Pearce'a.

## Current TV
"Max and Jason” stali się sztandarowym gospodarzem i producentem Current TV, poruszając szeroki wachlarz tematów: od nielegalnej imigracji i fałszywych dowodów tożsamości poprzez promowanie odważnego autora tekstów piosenek zanim podpisał umowę na publikację, po sfilmowaną debatę filozoficzną z reżyserem Darrenem Aronofskym. Dzięki programowi o fałszywych dowodach tożsamości wywiad z nimi pojawił się w 2-godzinnym show w CNN  Anderson Cooper 360°. Ich franczyza, „Max and Jason Style” jest charakterystyczna dla ich działalności w Current TV, oznacza unikalne podejście do tematu, często przeplatając zdjęcia telewizyjne z reżyserią typową dla filmu, doprawione inteligentnym komentarzem. 

## The ImmortalistsiTurning into Gods
Silva wyprodukował i wyreżyserował krótki film dokumentalny The Immortalists (Immortaliści), przedstawiający naukowców i filozofów, w tym Raya Kurzweila, mówiących o implikacjach filozoficznych poprawiania biologii, łączenia ciał z technologicznymi osiągnięciami i przekraczania biologicznych ograniczeń. Zainspirowany cytatem ze Stewarta Branda: „Jesteśmy jak bogowie i możemy być w tym dobrzy” („We are as gods and might as well get good at it”), film jest „listem miłosnym do nauki i technologii”. Film wywołał poruszenie w kręgach transhumanistycznych ze względu na swoją tematykę.  
Silva rozszerza obecnie The Immortalists w dłuższy dokument zatytułowany Turning into Gods (Stając się bogami), który ma być gotowy pod koniec 2012.

## Pangea Day
Jason Silva (wraz z najlepszym przyjacielem, z którym hostuje Current TV, Maxem Lugavere, Lisą Ling i June Arunga) wyemitowali pierwszy doroczny program z okazji Pangea Day 10 maja 2008. Był to 4-godzinny program na żywo z filmami, muzyką i spikerami, nadawany do ponad 150 krajów, który obejrzało prawdopodobnie ok. 500 milionów widzów. Celem wydarzenia, stworzonego przez producenta filmowego Jehane Noujaim i kuratora TED Chrisa Andresona, było zjednoczenie ludzi na całym świecie dzięki sile filmu.

## Inne
Max i Jason byli prezenterami programów w stacjach telewizji kablowych E! i WE: Women’s Entertainment, był im poświęcony pełnostronicowy artykuł w LA Times na temat stacji Current TV, byli też w 2006 gospodarzami panelu o produkcji filmów krótkometrażowych na festiwalu South By Southwest w Austin w Teksasie.
Prasa określiła Maxa i Jasona mianem „chłopaki Gore’a” („Gore's Boys”) (944 Magazine, listopad 2007) oraz „gwiazdy Current TV” („the stars of Current TV”) (Nylon Guys, jesień 2007).
Na jesieni 2007 prowadzili dyskusje panelowe „Beyond the Anchor Desk: The Rise of Citizen Journalism” w serii seminariów „Robert M. Batscha University Seminar Series” w The Paley Center for Media w Nowym Jorku i Los Angeles.
Duet był bohaterem jesiennej kampanii reklamowej Gap pt. „Icons” w 2008. 
Jason Silva jest autorem wielu artykułów dla liberalnej witryny internetowej Huffington Post, w której publikowali też m.in. Barack Obama i Hillary Clinton.
W 2013 roku rozpoczął prowadzenie programu Pułapki umysłu